# Marie Jean Visart de Bocarmé

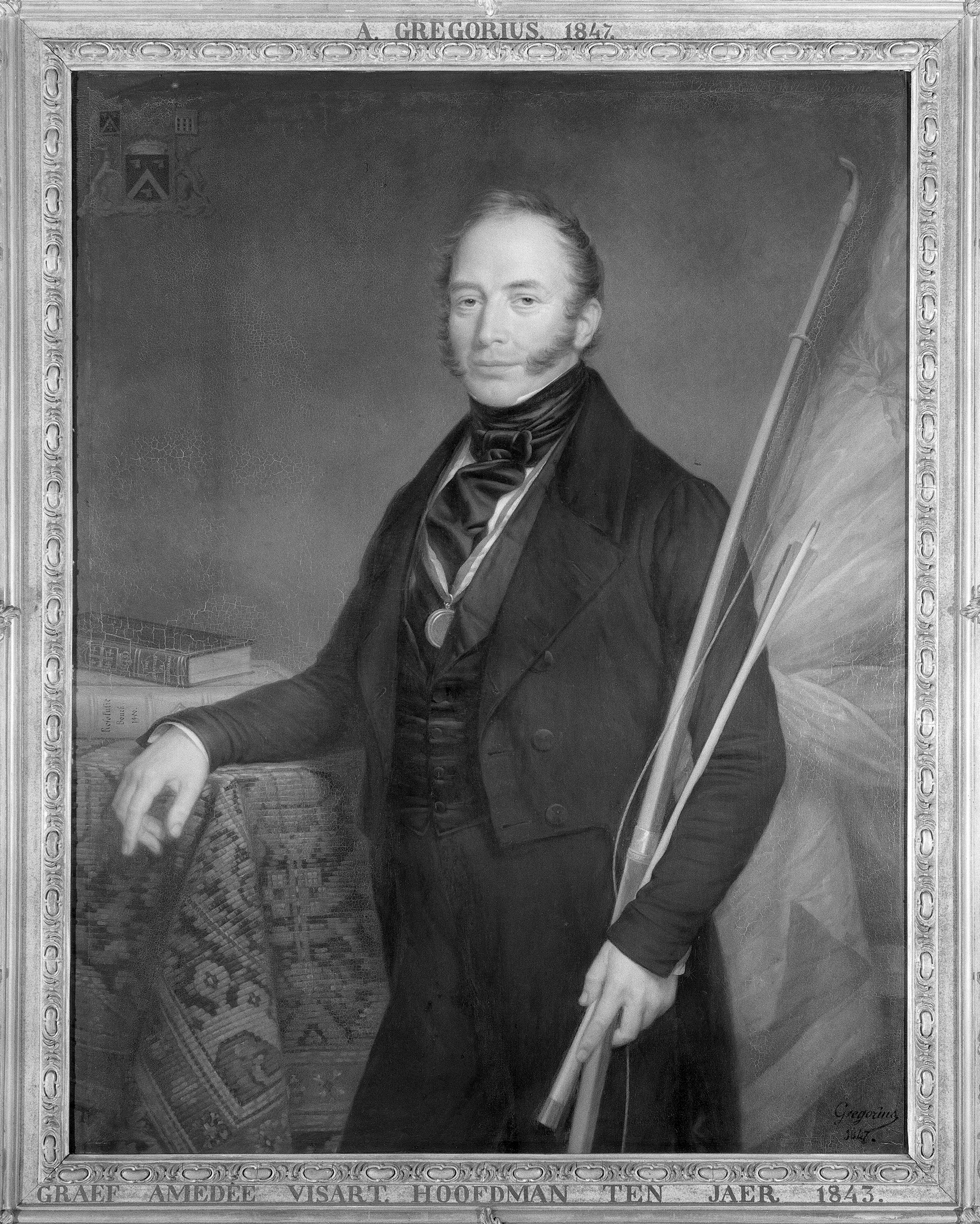
GRAEF AMEDÉE VISART. HOOFDMAN TEN JAER 1843 (portret van Albert Gregorius)

Marie Jean Joseph Amédée Gustave Visart de Bocarmé (Doornik, 29 januari 1794 - Sint-Kruis, 30 oktober 1855) was  burgemeester van Sint-Kruis bij Brugge van 1847 tot 1855 en rentenier. Hij wordt het vaakst met de voornaam Amédée vermeld.

## Ouders en broers
De eerste Visart die zich in de adelstand liet gelden was Louis-François Visart die in 1753 twee heerlijkheden in zijn bezit, Bury en Bocarmé, tot graafschap wist te laten verheffen. Zijn zoon, Gustave Visart de Bury et de Bocarmé (1751-1841), verkreeg in 1822 erkenning door koning Willem I der Nederlanden van zijn adellijke status en meteen de overdraagbaarheid van zijn titel van graaf op zijn vier zonen. Gustave was getrouwd met markiezin Marie-Claire du Chasteler (1753-1820) en ze kregen veertien kinderen. De drie oudste zonen sneuvelden als jonge mannen tijdens krijgsverrichtingen in de napoleontische tijd. De zonen die, naast Marie Jean Joseph, de titel van graaf erfden, waren:
- Julien Visart de Bury et de Bocarmé (1787-1851), getrouwd met zijn nicht, markiezin en bekende heraldische schilderes Ida du Chasteler (1797-1873). Hij leefde avontuurlijk in Nederlands-Indië (als inspecteur generaal van de Domeinen) en vanaf 1845 in Arkansas (als trapper). Zijn zoon Hippolyte Visart de Bocarmé (1819-1851), bewoner van het familiekasteel Bitremont in het Henegouwse Bury, zou de familienaam te schande maken door zijn schoonbroer Gustave Fougnies met nicotine te vermoorden, een misdaad waarvoor hij werd gehalsrecht in 1851. Deze ophefmakende moordzaak had tot gevolg dat nogal wat familieleden zich liefst zo ver mogelijk vestigden van de plek van de misdaad en bij voorkeur door het leven gingen als 'Visart' met weglaten van 'de Bocarmé' en in ieder geval van 'de Bury'.
- Ferdinand Visart de Bocarmé (1788-1886), die volksvertegenwoordiger werd en burgemeester van Bury. Hij trouwde in Alveringem met Marie de Moucheron.
- Amédée (1794-1855), zie hierna.
- Dieudonné-Gustave Visart de Bocarmé (1796-1846), die lid werd van het Nationaal Congres in 1830 en burgemeester van Thieu.

## Huwelijk
Marie-Jean-Joseph-Amédée Visart was gehuwd met Marie de Man (Brugge, 1802 - Sint-Kruis, 1883). Ze hadden zeven kinderen, onder wie: 
- Gustave-Amedée Visart de Bocarmé (1830-1894), die zoals zijn vader burgemeester werd van Sint-Kruis en trouwde met Isabelle van Zuylen van Nyevelt (1845-1876).
- Emile Visart de Bocarmé (Villers-Saint-Amand, 1833 - Temploux, 1919), die burgemeester werd van Temploux en trouwde met zijn nicht Hidulphine Visart de Bocarmé (1835-1924).
- Ernest Visart de Bocarmé (Villers-Saint-Amand, 1835 - Sint-Kruis, 1917), die lid werd van de provincieraad van West-Vlaanderen en trouwde met Louise Cuypers (1840-1929).
- Amedée Visart de Bocarmé, volksvertegenwoordiger en burgemeester van Brugge.
- Leon Visart de Bocarmé, volksvertegenwoordiger en schepen van Alveringem.

## Burgemeester
Marie Jean Joseph Amédée Visart werd luitenant bij de dragonders in het leger van het Verenigd Koninkrijk der Nederlanden. In 1829 nam hij ontslag om in het huwelijk te treden. Eerst woonde het echtpaar enkele jaren in Villers-Saint-Amand, maar in 1835 kocht het domein en kasteel Rooigem aan in de gemeente Sint-Kruis. In 1836 werd hij tot gemeenteraadslid verkozen. In 1847 werd hij burgemeester van de gemeente, wat hij bleef tot aan zijn dood. Zijn zoon Gustave was burgemeester van 1889 tot 1895.
Visart speelde een rol in het sociale leven van zijn gemeente, waar hij en zijn huisgenoten bekend stonden als weldoeners, bezorgd om armen en kinderen. In 1843 werd hij tot hoofdman verkozen door de leden van de Koninklijke Sint-Sebastiaansgilde in de Carmersstraat (Brugge), waarvan hij zelf geen lid was. Hij bleef deze functie uitoefenen tot aan zijn dood.
De Gilde van Sint-Sebastiaan bewaart een portret van Visart, vervaardigd door Albert Gregorius (1847).
Na zijn dood was het vinden van een opvolger als burgemeester klaarblijkelijk niet zo eenvoudig. Gedurende zes jaar trad schepen Joseph Hoste op als interim-burgemeester, in afwachting dat Jules de Bie de Westvoorde werd benoemd.